# Kozan (Adana)
Kozan (vormals Sis, armenisch Սիս Sis) ist eine Stadt und ein Landkreis der türkischen Provinz Adana. Es liegt in der nördlichen Çukurova, südlich des Anti-Taurus, überwiegend am linken Ufer des Kilgen Çayı, eines Zuflusses des Ceyhan.

## Name
Die erste Überlieferung eines Namens für die Stadt stammt von den Hethitern, die sie Sis oder Siski nannten. Bei den Assyrern hieß sie Sissu. In der Zeit des Hellenismus wurde die Stadt Sision (griech.: Σίσιον) genannt. Unter römischer Herrschaft führte sie den Namen Flavias oder Flaviopolis. Das Byzantinische Reich griff wieder auf den alten Namen Sision zurück. Auf Armenisch heißt die Stadt Sis (armenisch Սիս), selten auch Sissu. Der Name bedeutet Wohnsitz der Priester oder Wohnsitz der Mönche. Im osmanischen Türkisch hieß die Stadt قوزان Qōzān.
Der heutige Name Kozan kommt aus dem Alttürkischen und bedeutet so viel wie Hase, Kaninchen, das Totemtier der Kozanoğulları.

## Lage
Kozan liegt auf 160 m Höhe am Nordrand der Yukarı Ova, einer Landschaft zwischen Adana und Kozan, wo die Ebene in eine Hügellandschaft übergeht. Durch die Stadt fließt der Kilgen Çayı (früher Sis-Fluss), der im Norden von Kozan zu einem Stausee, dem Kozan Barajı aufgestaut wurde. Kozan liegt an den nordöstlichen Ausläufern des Kozan-Gebirges, einem Teil des Anti-Taurus. Im Osten grenzt der Landkreis an die Provinz Osmaniye, im Norden an den Kreis Feke und Saimbeyli. Südlich von Kozan liegen die Landkreise Ceyhan und İmamoğlu, im Westen Aladağ. Die Provinzhauptstadt Adana ist auf der D 815 nach 70 km zu erreichen.
Seit einer Gebietsreform 2014 ist der Ilçe (Landkreis) flächen- und einwohnermäßig identisch mit der Kreisstadt, die 103 ehemaligen Dörfer des Kreises wurden Mahalle (Stadtviertel) der Stadt.

## Stadtteile
Kozan hat insgesamt 132.911 Einwohner (Stand 2024), wobei 2021 in der eigentlichen Stadt Kozan 90.908 Menschen wohnten und in den Dörfern des Landkreises 41.412 Personen. Die größten Dörfer im Landkreis sind Hamam mit 1.540, Turgutlu mit 1.501 und Bucak mit 1.137 Einwohnern.
| - Acarmantaş - Ağlıboğaz - Akarca - Akçalıuşağı - Akdam - Akkaya - Alapınar - Andıl - Arslanlı - Arslanpaşa - Aydın - Ayşehoca - Bağlar - Bağözü - Bağtepe - Boztahta - Bucakköy - Bulduklu - Çamdere - Çamlarca - Çanaklı - Çandık - Çelenuşağı - Çobanpınarı - Çokak - Çukurören - Çulluuşağı - Cumhuriyet - Çürüklü - Damyeri - Dikilitaş - Dilekkaya - Doğanalanı - Duraluşağı - Durmuşlu - Düzağaç - Enizçakırı - Ergenuşağı - Eskikabasakal - Eskimantaş | - Faydalı - Ferhatlı - Gazi - Gedikli - Gökçeyol - Gökgöz - Görbeyaz - Güneri - Hacıbeyli - Hacımirzalı - Hacıuşağı - Hamamköy - İdemköy - Ilıcaköy - Işıkkaya - Işıklı - Kabaktepe - Kahveli - Kalkumaç - Kapıkaya - Karabucak - Karacaoğlan - Karacaören - Karahamzalı - Karanebili - Kemer - Kıbrıslar - Kızıllar - Kızlarsekisi - Köseli - Kuytucak - Kuyubeli - Kuyuluk - Mahmutlu - Mahyalar - Marankeçili - Minnetli | - Orçan - Örendere - Oruçlu - Özbaşı - Pekmezci - Postkabasakal - Salmanlı - Şerifli - Şevkiye - Taş - Tavşantepe - Tepecikören - Tufanlı - Tufanpaşa - Turgutlu - Türkeli - Turunçlu - Varsaklar - Velicanlı - Yanalerik - Yarımoğlu - Yassıçalı - Yeniköy - Yukarıkeçili - Yüksekören - Zerdali |

## Geschichte

### Antike
Die ersten Siedlungsspuren stammen aus der Zeit des prähethitischen Königreichs Kizzuwatna. Im Laufe des 16. Jahrhunderts v. Chr. wurde das Gebiet, das von den Luwiern bewohnt wurde, von den Hethitern erobert. Ab ca. 1500 taucht die Siedlung als Königreich Kizzuwatna in hethitischen Quellen auf. Nach diesen war es Teil des Königreichs Arzawa. Ca. 1339 bis 1306 v. Chr. zerstörte der hethitische Großkönig Muršili II. das Reich Arzawa und Kizzuwatna war wieder unter hethitischer Kontrolle. Um 1190 v. Chr. löste sich das Gebiet unter König Išputaḫšu von den Hethitern und bildete das Königreich Que. 839 v. Chr. wurde die Stadt von den Assyrern, die sie Sissu nannten, unter Großkönig Salmanassar III. erobert und tributpflichtig gemacht.
676 v. Chr. verlor die Stadt unter Großkönig Asarhaddon (auch: Aššur-aḫḫe-iddina) ihre Unabhängigkeit und wurde Teil des assyrischen Reiches (Nach türkischen Quellen (Kaymakam Kozan) geschah dies schon 720 v. Chr. unter Großkönig Salmanassar V.).
Nach dem Untergang des assyrischen Reiches um 605 v. Chr. ist unklar, ob Sissu Teil des Neubabylonischen Reichs wurde. Wahrscheinlich wurde die Stadt ab 607 v. Chr. von den Syennesis regiert. Mit dem Einmarsch von Kyros dem Jüngeren endete deren Herrschaft und Sissu wurde um 408 v. Chr. Teil des Persischen Reiches, wobei die Syennesiden als persische Satrapen weiter herrschten. 333 eroberte Alexander der Große die Gegend und damit auch Sissu. Nach Alexanders Tod 323 v. Chr. war Sissu Teil des Seleukidenreiches. 83 v. Chr. nutzte der armenische König Tigranes der Große die Schwäche der Seleukiden und eroberte Sis, das von den Griechen Sision genannt wurde. Aber schon 69 v. Chr. besiegte der römische Feldherr Lucullus die Armenier und unter Pompeius wurde die Stadt, die jetzt von den Römern Flavias oder Flaviopolis genannt wurde, um 67 v. Chr. Teil der römischen Provinz Cilicia. Ab 395 n. Chr. gehörte Flaviopolis zum Byzantinischen Reich.

### Mittelalter
704/705 wurde Sis zum ersten Mal von den Arabern belagert, konnte aber von den Byzantinern befreit werden. Kalif al-Mutawakkil (847 bis 861) eroberte Sis endgültig und befestigte die Stadt. 962 eroberten die Byzantiner unter Kaiser Nikephoros II. die Stadt zurück.
Ab der Mitte des 11. Jahrhunderts kam es auf Grund der Schlacht bei Manzikert (Sieg der Seldschuken über Byzanz) zu einer Einwanderungsquelle von Armeniern aus Ostarmenien, wodurch die Gegend eine überwiegend armenische Bevölkerung bekam. In der Stadt Sis selbst waren die Armenier schon zur Zeit der arabischen Eroberung in der Mehrheit.
1107 eroberte Thoros I. die nunmehr Sis genannte Stadt für das Fürstentum Kleinarmenien. 1111 belagerte der Seldschukensultan Malik Schah I. erfolglos die Stadt. 1187 wurde Sis Residenz der armenischen Könige, ab 1294 auch Sitz des Katholikos der Armenier. Auf einer befestigten Terrasse unterhalb der Burg wurden unter Leo II. die Kathedrale Heilige Sophia errichtet. In dieser Sophien-Kirche befand sich bis ins frühe 20. Jahrhundert der Thron der Könige von Kleinarmenien. (Die Kirche wurde um 1915 zerstört, die Ruinen 2002 beseitigt). Auch ließ er die Stadt von einer neuen Mauer umgeben.
König Hethum I. unterwarf sich 1246 den Mongolen und konnte so Sis vor der Zerstörung bewahren. Unter seiner Regentschaft (1226–1269) entstand der neue Palast, Darpas genannt, und Sis erlebte eine Blütezeit und war ein Zentrum der Wissenschaften.
Im August 1266 ließ der Mamlukensultan Baibars I. das armenische Königreich angreifen, die Mamluken eroberten Sis und zerstörten es. 1269 wurde Anazarbos (ca. 20 km südlich von Sis) von einem schweren Erdbeben getroffen und zahlreiche Bewohner siedelten nach Sis über. Eine weitere Plünderung von Sis erfolgte 1275 durch Sultan Berke Qan, dem Sohn Baibars. Ein erneuter Angriff unter dem späteren Sultan Qalawun konnte 1277 abgewehrt werden. 1337 erfolgte eine weitere Plünderung durch Sultan al-Malik an-Nasir. 1375 wurde die Stadt endgültig von den Ramazanoğulları (auch Ramazaniden oder Ramadaniden genannt), einem turkmenischen Stamm, der unter der Flagge der Mamluken kämpfte, unter Işık Temur eingenommen und das Königreich Kleinarmenien hörte auf zu existieren. Der Königspalast wurde dabei zerstört. Dadurch sank Sis in den Rang einer Provinzstadt und erlangte nie mehr den Wohlstand und Einfluss, den es vor den Mamluken hatte.
In der Folgezeit gehörte das Gebiet der Çukurova, der kilikischen Ebene, zum Herrschaftsbereich des Beyliks der Ramazanoğulları (auch Ramazaniden oder Ramadaniden genannt), einem turkmenischen Stamm, der unter der Flagge der Mamluken kämpfte, unter Işık Temur eingenommen und das Königreich Kleinarmenien hörte auf zu existieren. Der Königspalast wurde dabei zerstört. Dadurch sank Sis in den Rang einer Provinzstadt und erlangte nie mehr den Wohlstand und Einfluss, den es vor den Mamluken hatte. Diese waren bereits in den Jahren ab 1340 in die kilikische Ebene vorgedrungen und hatten sich der Städte Adana und Misis bemächtigt. Sie unterstanden den Mamlukensultanen, lehnten sich aber auch an die vorrückenden Osmanen an. Sis wurde eines von drei Nâibliks (Regentschaften) der mamlukischen Çukurova. Nachdem der osmanische Sultan Selim I. ab 1516/17 das Mamlukenreich unterworfen hatte, blieben die Ramazanoğulları unter osmanischer Herrschaft bis 1608
Statthalter der Provinz Adana. Sis wurde zum Zentrum eines Sandschaks, der 1571 an die Provinz Zypern angeschlossen wurde.

### Neuzeit
Ab ca. 1700 rückte aus dem Taurus ein anderer turkmenischer Nomadenclan, die Kozanoğulları vor, die in der ersten Hälfte des 19. Jahrhunderts in der Gegend von Sis ein nahezu von der Zentralregierung selbständiges sogenanntes Derebeylik begründen konnten. Cevdet Pascha, ein osmanischer Staatsmann, schrieb 1864: „Die Herrschaft der Kozan Oğulları war absolut und tyrannisch und an keine Bedingung gebunden. Die Aghas taten, was sie wollten. Sie haben die Männer hingerichtet, auf die sie wütend waren … Obwohl die Einwohner von Kozan religiöse und gute Menschen sind, sind sie ziemlich unwissend geblieben … Die Kozan Oğulları heirateten mehr als vier Frauen. Ömer Aghazade Ahmed Agha hat zum Beispiel neun Frauen geheiratet…“ (zitiert nach Betül Sancak).
1865 wurde ihrer Macht durch die Fırka-i Islahiye-Aktionen unter Sultan Abdulhamid II. gewaltsam ein Ende gesetzt und die Angehörigen des herrschenden Clans deportiert oder mit Beamtenstellen in anderen Provinzen abgefunden. Durch die Aktionen kam es zu einer schweren Cholera-Epidemie in Sis. Im gleichen Jahr wurde Sis offiziell als Stadt deklariert. Ab 1866 wurde mit der Sesshaftmachung der Nomaden begonnen und die Gegend als Sandschak Kozan mit der Hauptstadt Sis neu organisiert.
Um die Wende zum 20. Jahrhundert hatte Sis 8.000 Einwohner, von denen etwa 5.600 Armenier waren. Im März 1909 kam es in Folge der Bosnischen Annexionskrise zu einem Massaker an der armenischen Bevölkerungsmehrheit. Nach offiziellen osmanischen Angaben kamen 114 Armenier ums Leben; die tatsächliche Zahl dürfte aber höher liegen.
Fast alle Armenier wurden während des Völkermords an den Armeniern ab April 1915 nach Osten deportiert, wobei fast alle umkamen. In der Folge wurde armenisches Gut an Türken verteilt und sämtliche armenische Bauwerke zerstört.
Nach dem Ersten Weltkrieg wurde Sis am 7./8. März 1919 von französischen Truppen besetzt, die zum Ende des türkischen Befreiungskriegs am 2. Juni 1920 wieder abzogen. Die wenig verbliebenen bzw. zurückgekehrten Armenier, die von den Franzosen zurück nach Kilikien gebracht wurden, flüchteten in den Libanon.
1928 wurde dann auch die Ortschaft Sis in Kozan umbenannt, womit sämtliche Verbindungen zur armenischen Vergangenheit getilgt wurden. Zwischen 1923 und 1926 bildete Kozan eine eigene Provinz, wurde dann aber an die Provinz Adana angeschlossen.

## Sitz des armenischen Katholikos
Sis wurde 1293 unter Katholikos Gregor VII. bis 1921 Zentrum des armenischen Katholikats von Kilikien, das bis heute besteht, jedoch seit dem 15. Jh. in Konkurrenz zu dem 1441 neu gegründeten ostarmenischen Katholikat in Etschmiadsin steht. 1441 forderte die armenische Synode Katholikos Gregor IX. auf, das Katholikat nach Etschmiadsin zu verlegen. Gregor weigerte sich und so kam es zur Trennung zwischen dem Katholikat von Etschmiadsin in Großarmenien und dem Katholikat von Kilikien in Sis. Anfang des 19. Jahrhunderts zählte das kilikische Katholikat 28 Bistümer.
Nach dem Ersten Weltkrieg wurde der Sitz des Katholikats aus Sicherheitsgründen nach Antelias im Libanon verlegt.
Im 18./19. Jahrhundert entstanden über den Ruinen des Königspalastes und der mittelalterlichen Kathedrale auf der Terrasse oberhalb der Stadt neue Kirchen und ein bedeutendes Kloster, in dem auch der Katholikos residierte. Zu Beginn des Ersten Weltkrieges war Sis (damals 8.000 Einwohner) eine ganz überwiegend von Armeniern besiedelte Stadt fast mittelalterlichen Gepräges, jedoch mit bereits drei Schulen. Bei der (vorübergehenden) Aufhebung des Katholikats 1916 durch die osmanische Regierung im Zuge des Völkermords an den Armeniern konnte dessen Kirchenschatz, vor allem liturgische Bücher, Gewänder und Geräte, unter Mühen gerettet werden. Die Kathedrale, alle Kirchen und Klöster in Sis wurden in der Folgezeit zerstört. 2015 reichte die Armenische Kirche Klage beim obersten türkischen Gericht ein, um die Rückgabe der Immobilien in Kozan zu erreichen. Die Klage wurde bis jetzt noch nicht entschieden.

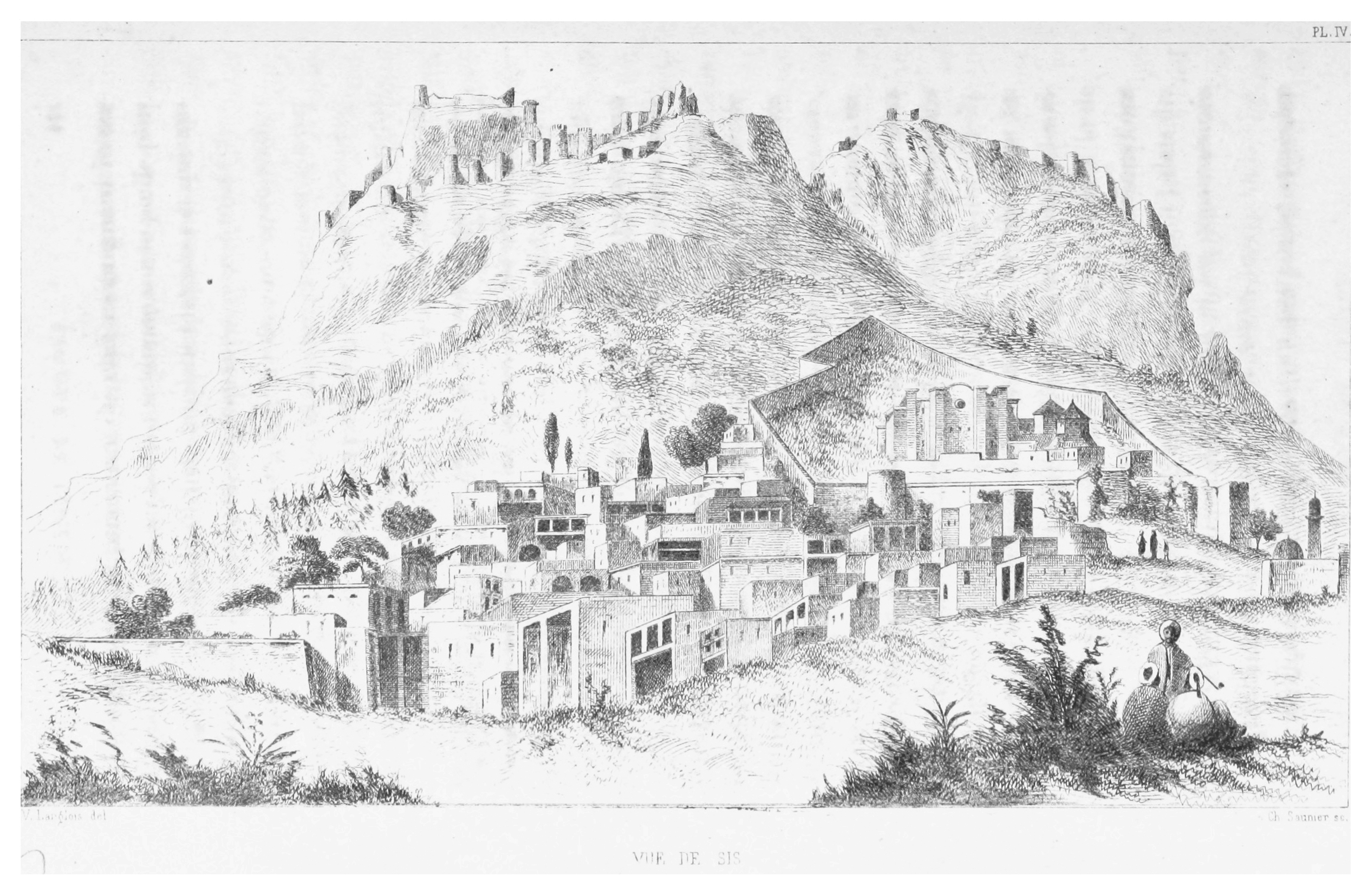
Stadtansicht mit Kathedrale und Katholikat im ehemaligen Königspalast, um 1850.

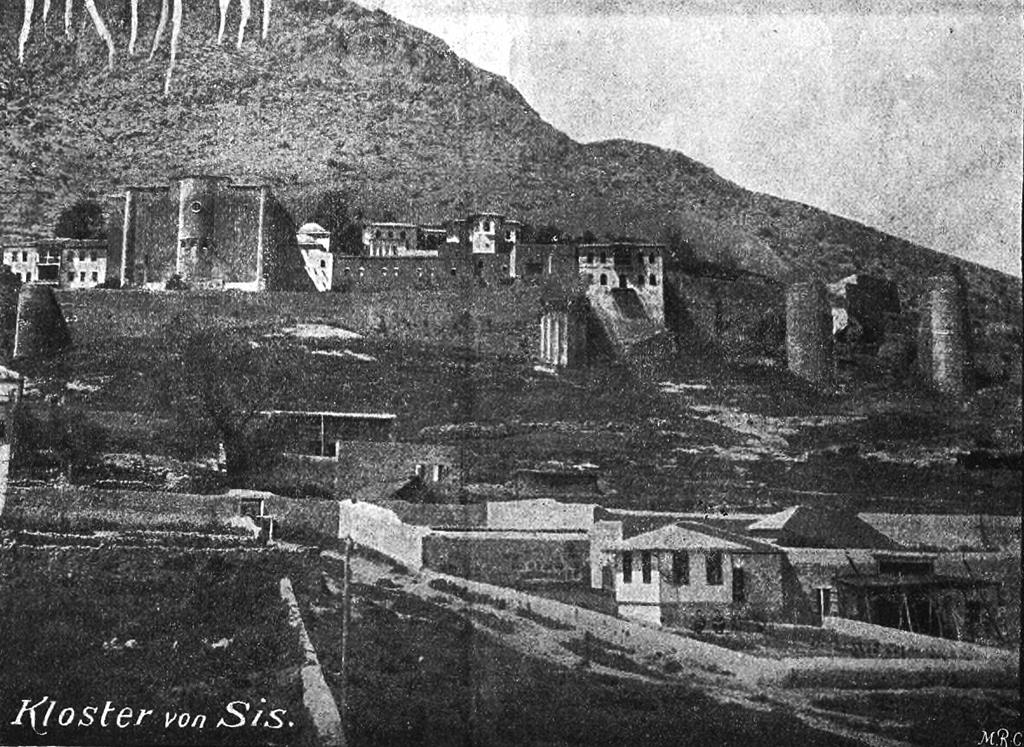
Kathedrale Hagia Sophia (links) und Katholikat in Sis, Ende 19. Jh.

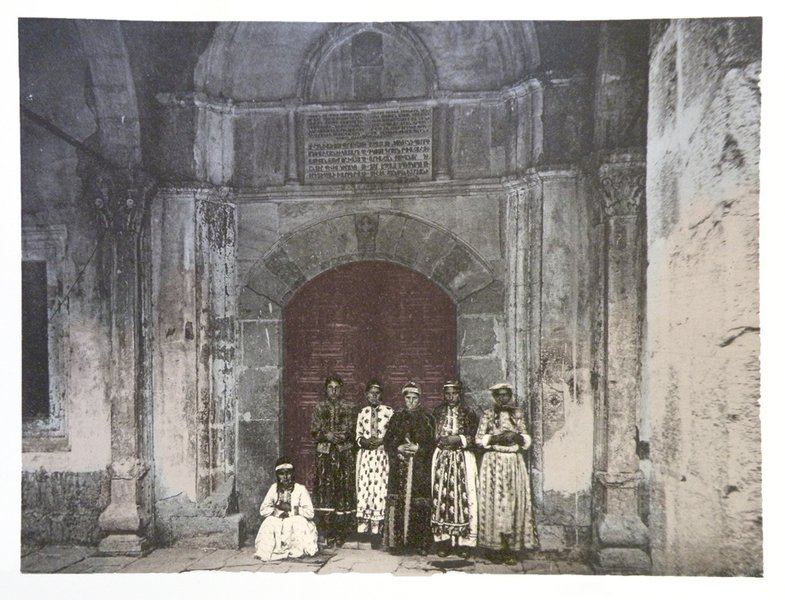
Eingang zur Kathedrale

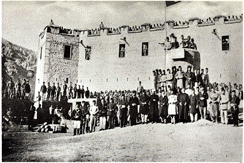
Gebäude des Katholikats vor 1915

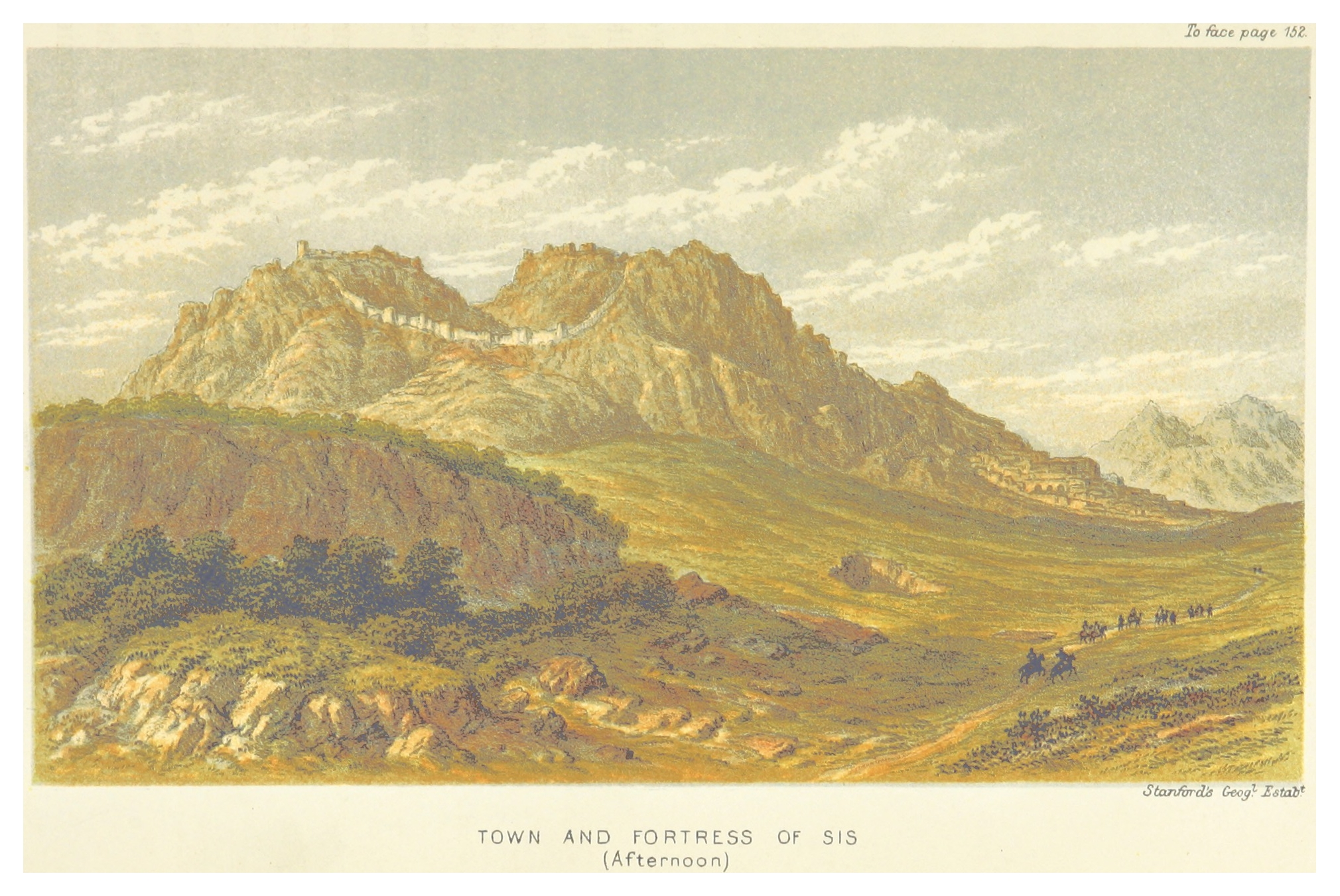
Panorama mit Stadtansicht und Festungswerken um 1870.

## Armenische Synoden von Sis
Synoden der armenischen Kirche wurden in Sis in den Jahren 1204, 1243, 1251, 1307, 1342 und 1361 abgehalten. 1251 fand in Sis ein Konzil statt, auf dem Abgesandte des Papstes Innozenz IV. die Armenier überzeugen sollten, dass der Heilige Geist vom Vater und vom Sohn ausgehe (Filioque). Da der Rubenide Leon die armenische Königskrone anstrebte und dazu die Unterstützung der Lateiner brauchte, wurde die Kirchenunion 1198 vollzogen. Auf der Synode 1307 wurden die Veränderungen in der Liturgie, die Bedingungen der Union der armenischen mit der katholischen Kirche gewesen waren, angenommen. Diese waren unter anderem:
- Beimischung von Wasser zum Wein bei der Messe,
- Firmung allein durch Bischöfe,
- Einführung der Krankensalbung nach römischem Muster.

Gewisse Veränderungen erregten Unwillen in den Gemeinden. Gegner der Union ermordeten 1310 sogar einen Bischof, weil er Wasser in den Messwein gemischt hatte. 1361 wurden diese Änderung der Liturgie der letzten Synode in Sis weitgehend zurückgenommen.

## Politik
Der Stadtrat von Kozan besteht aus 31 Mitgliedern und dem Bürgermeister Mustafa Atlı von der MHP. Bei der türkischen Kommunalwahl 2024 wurde folgendes Ergebnis erzielt: Die MHP errang neun Sitze, die CHP acht, die AKP fünf, die BBP fünf und die İyi Parti vier Sitze.

## Partnerschaften
- Kadirli, Türkei
- Kozanlı (Kulu), Türkei
- Beyoğlu, Türkei
- Beypazarı, Türkei
- Yumurtalık, Türkei
- Memmingen, Deutschland
- Ovanåker, Schweden

## Sehenswürdigkeiten

### In der Stadt
- Römische Brücke (Tarihi Roma Köprüsü). Die zehnbogige Brücke über den Kilgen Çayı stammt aus dem 2. bis 4. Jahrhundert nach Christus und war Teil der Römerstraße von Antakia nach  Caesarea (heute: Kayseri). Sie ist insgesamt 70 m lang und 6 m breit. 1776 wurde sie unter Sultan Abdülhamid I. repariert; 2013/14 erfolgte eine Generalsanierung; seitdem ist die Brücke für Autos gesperrt.
- Hoşkadem Cami, auch Büyük Cami (Große Moschee) oder Cami-i-Kebir. Die Moschee wurde 1448 im Auftrag des Emirs von Sis, Abdullah Hoşkadem, unter Sultan Dschaqmaq errichtet. Sie ist ein typisches Beispiel des mamlukischen Baustils und das älteste Gebäude der Stadt.
- Küçük Cami, (Kleine Moschee). Sie wurde 1530 erbaut und während der französisch-türkischen Kämpfe 1920 teilweise zerstört, anschließend wieder aufgebaut.
- Burg Kozan (auch: Burg Sis) (Kozan kalesi). Die Burgruine liegt am Stadtrand etwa 300 m über der Stadt. Sie besteht aus Mauerresten, Türmen und armenischen Kirchenruinen.

### Im Landkreis
- Ruinen der antiken Stadt Anazarbos (türk.: Anavarza Antik Kenti), ca. 28 km südlich von Kozan am Ceyhan.
- Festungsanlage von Karasis (türk.: Karasis kalesi). Eine antike Festungsruine auf dem Berg Karasis nähe des Dorfes Dağlıca. Die Ruinen sind schwer zugänglich, es gibt keinen öffentlichen Weg hinauf.
- Felsenkloster Sin (türk.: Velicanlı Mahallesi Sin Manastırı); eine armenische Klosterruine bei dem Dorf Velicanı, 39 km nördlich von Kozan.
- Die Burgruine Bucak Kalesi; östliche des Dorfes Bucak, ca. 15 km östlich von Kozan.
- Kozan-Talsperre (türk.: Kozan Baraji). Ein Stausee, ungefähr 6 km nördlich von Kozan. Das Nordende (die Einmündung des Dolacak Cay in den Stausee) ist ein Nationalpark.

## Sport
Der 1955 gegründete ortsansässige Fußballverein Kozan Belediyespor, der bis 1991 noch Kozanspor hieß, spielte in der Zeit von 1986 bis 2001 15 Jahre lang in der TFF 2. Lig, der dritthöchsten türkischen Spielklasse. Im Sommer 2015, nach 14-jähriger Abstinenz, kehrte der Verein mit dem Aufstieg in die TFF 3. Lig, die vierthöchste Spielklasse im türkischen Profifußball, zum Profifußballbetrieb zurück.
Der Verein kam 1997 aufgrund der größten Tragödie seiner Geschichte in die Schlagzeilen. Am 13. November 1997 ereignete sich auf der Hinfahrt zur Auswärtspartie gegen Kilisspor in der Nähe von Nurdağı ein Verkehrsunfall, in den auch der Mannschaftsbus von Kozan Belediyespor involviert war. Bei diesem Unfall kamen der Vereinspräsident Sami Açıkgöz und der Zeugwart Hacı İbrahim Sürücü ums Leben. Darüber hinaus verletzten sich 18 Fußballspieler bzw. Vereinsfunktionäre. Der türkische Fußballverband befreite den Verein für diese Spielzeit vom Abstieg. So verblieb der Verein trotz des vorletzten Tabellenplatzes in der 3. Lig. Einige Jahre nach diesem Unfall stieg der Klub in die Amateurliga ab und kehrte erst im Sommer 2015 in den Profifußball zurück.

## Söhne und Töchter der Stadt
- Remzi Oğuz Arık (1899–1954), türkischer Archäologe und Politiker
- İmren Aykut (* 1940); Politikerin; erste weibliche Ministerin in einer gewählten türkischen Regierung
- Onur Güney (* 1982), türkischer Fußballspieler
- Yusuf Halaçoğlu (* 1949), türkischer Historiker und Politiker
- Hethum II. (* 1266; †  1307), König von Armenien von 1289 bis 1293, erneut von 1295 bis 1296 und von 1299 bis 1301
- Isabella oder Zabel (* 1219; † 1252) von 1219 bis 1252 Königin von Kleinarmenien
- Konstantin II. († 1129 oder 1130) vierter Fürst von Kleinarmenien
- Konstantin III. (* 1278; † 1308) von 1298 bis 1299 König von Kleinarmenien
- Mustafa Fehmi Kubilay (1906–1930), türkischer Lehrer und Reserveoffizier
- Leon II. († 1219) erster König von Kleinarmenien 1187 bis 1219
- Leon III. * (um 1236; † 1289) von 1270 bis 1289. König von Kleinarmenien
- Leon IV. (* 1289; † 1307) war von 1303 oder 1305 bis 1307 König von Kleinarmenien
- Leon V. (* 1309; † 1341) war König von Kleinarmenien  von 1320 bis 1341
- Mleh († 1175) von 1170 bis 1175 Fürst von Kleinarmenien
- Ruben II. (* um 1165; † 1170) von 1169 bis 1170 Fürst von Kleinarmenien
- Sempad von Armenien  (* 1277; † 1308) von 1296 bis 1298 König von Kleinarmenien
- Stephan I. 1140 bis 1144 Regent von Kleinarmenien
- Thoros II. († 1169) von 1140 bis 1169 Fürst von Kleinarmenien
- Thoros III. (* 1271; † 1298) von 1293 bis 1295 König von Kleinarmenien
- Ömer Yalçın (* 1983), türkischer Fußballspieler
- Ahmet Zenbilci (* 1966), Politiker

## Bildergalerie „Kozan“

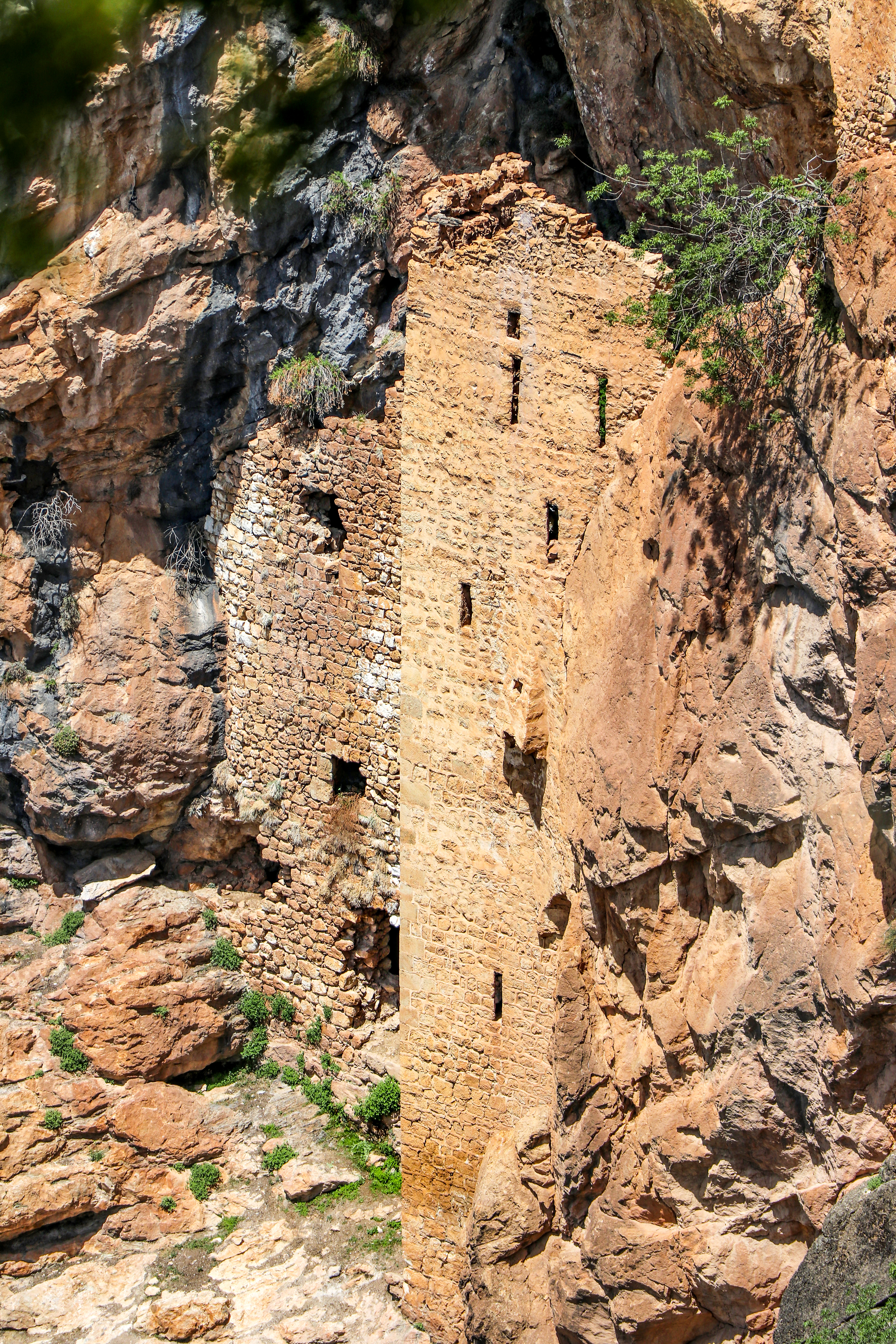
Felsenkloster Sin in Velicanı
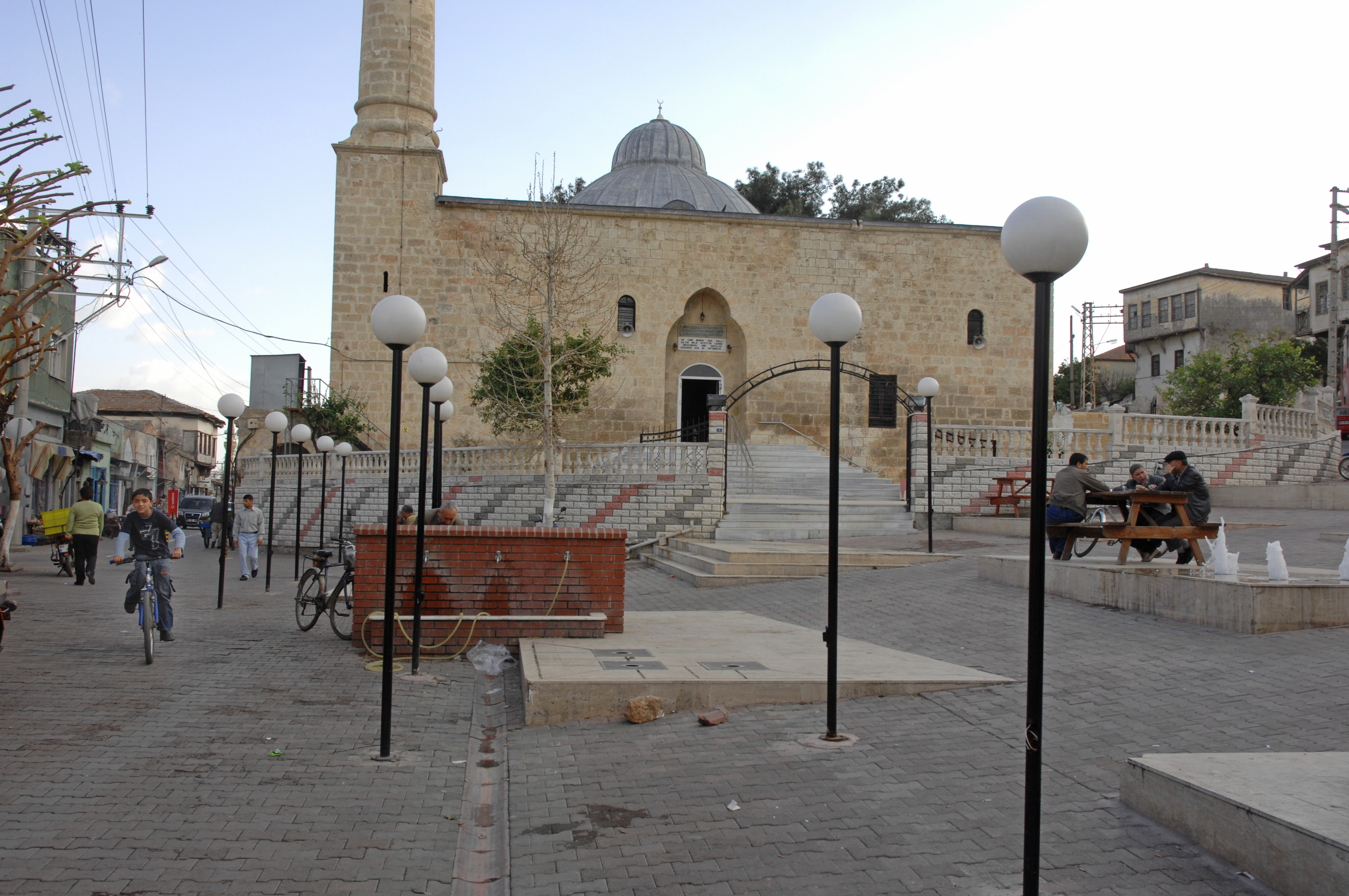
Hoşkadem Moschee, Haupteingang
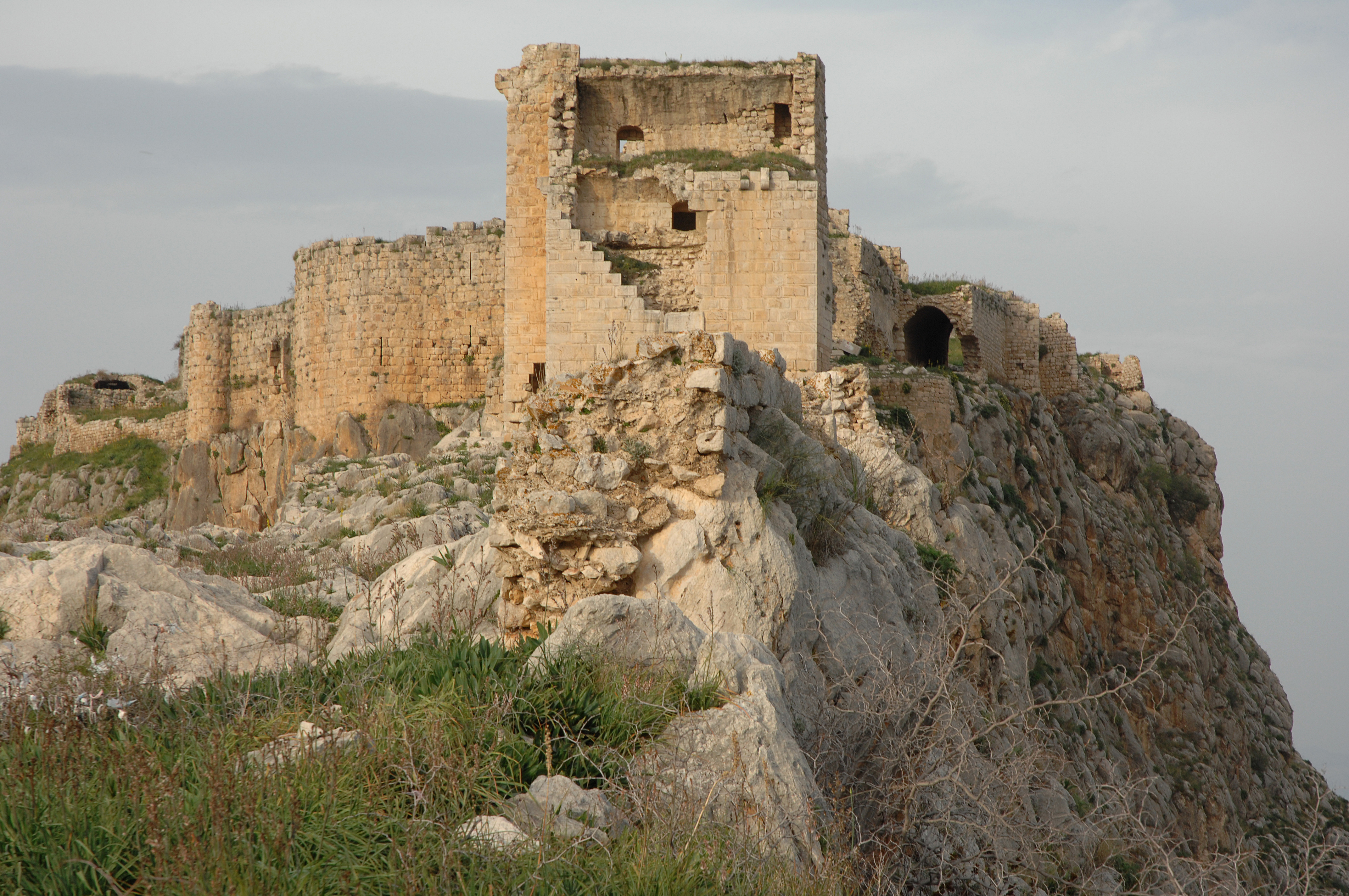
Anazarbos
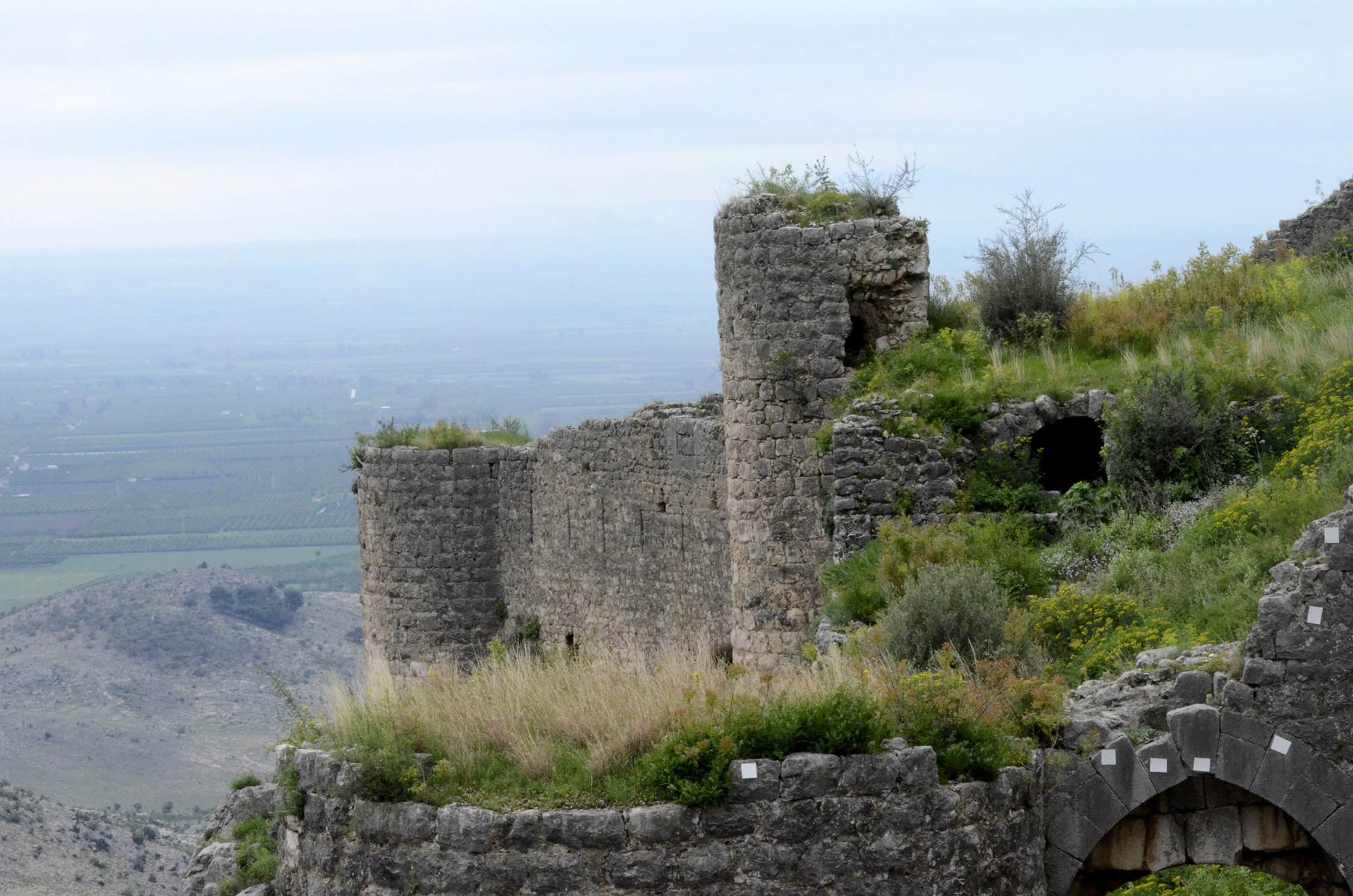
Burg Kozan (Burg Sis)
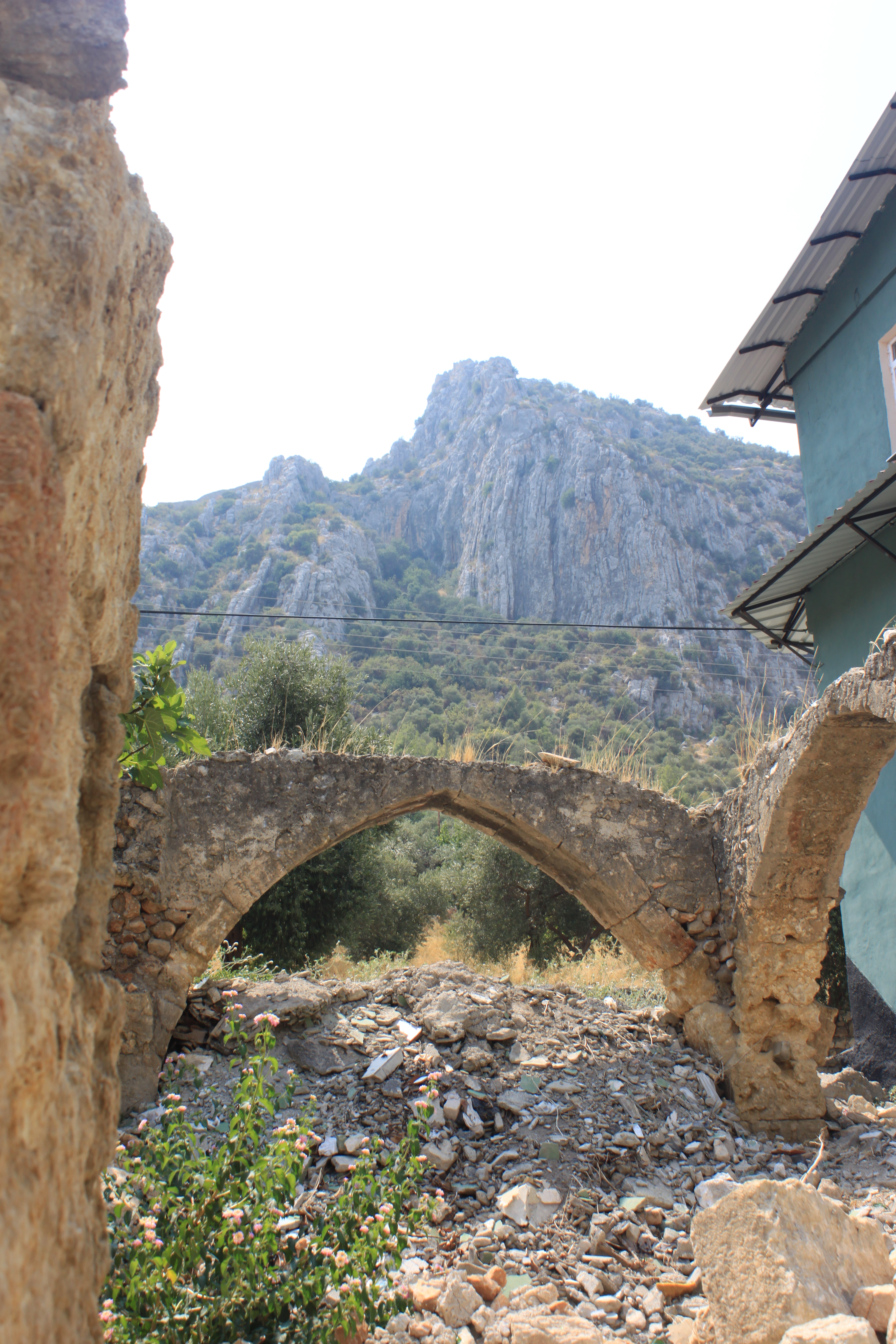
Ruine einer armenischen Kirche in der Innenstadt von Kozan
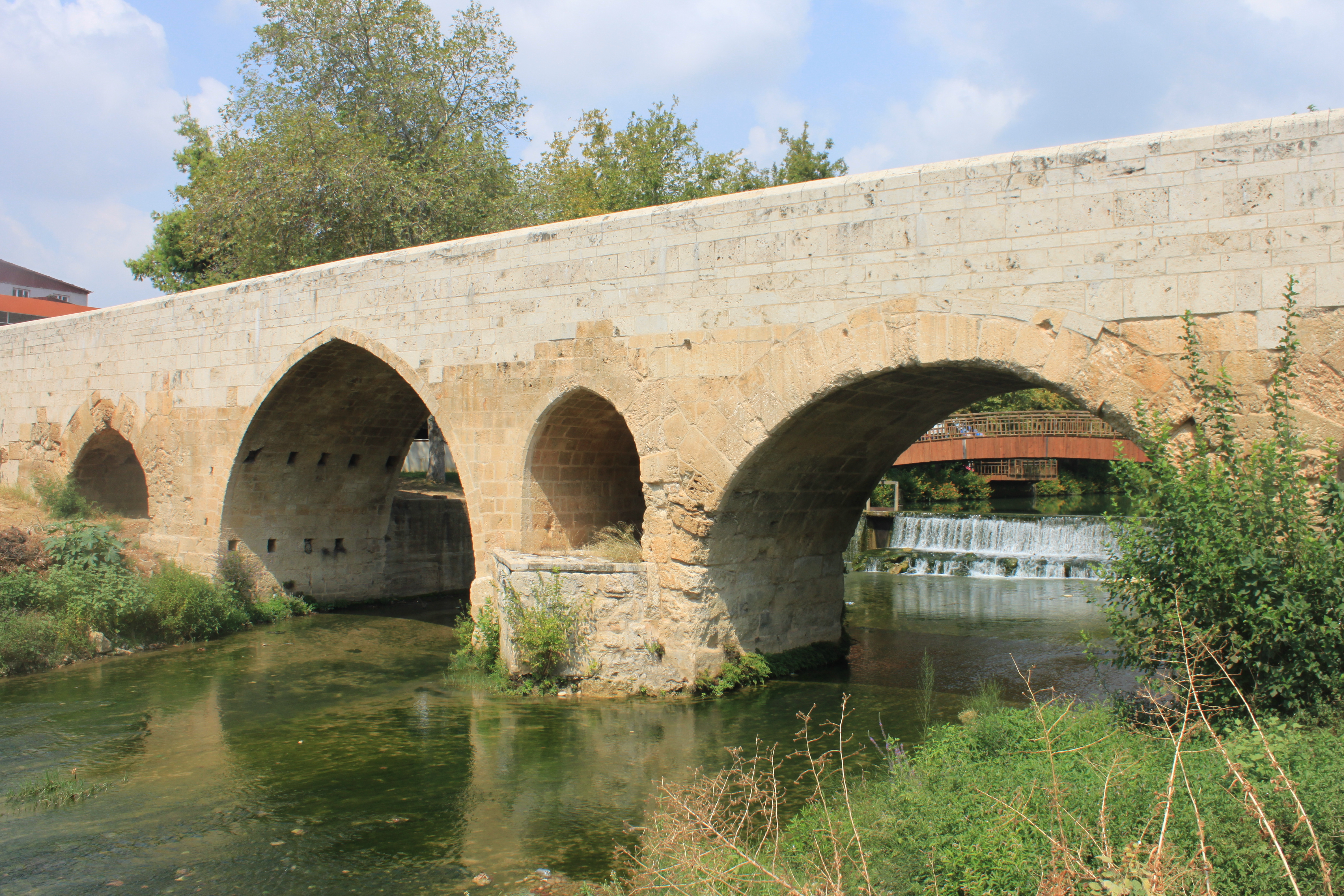
Römische Brücke über den Kilgen Cay aus dem 2. bis 4. Jahrhundert
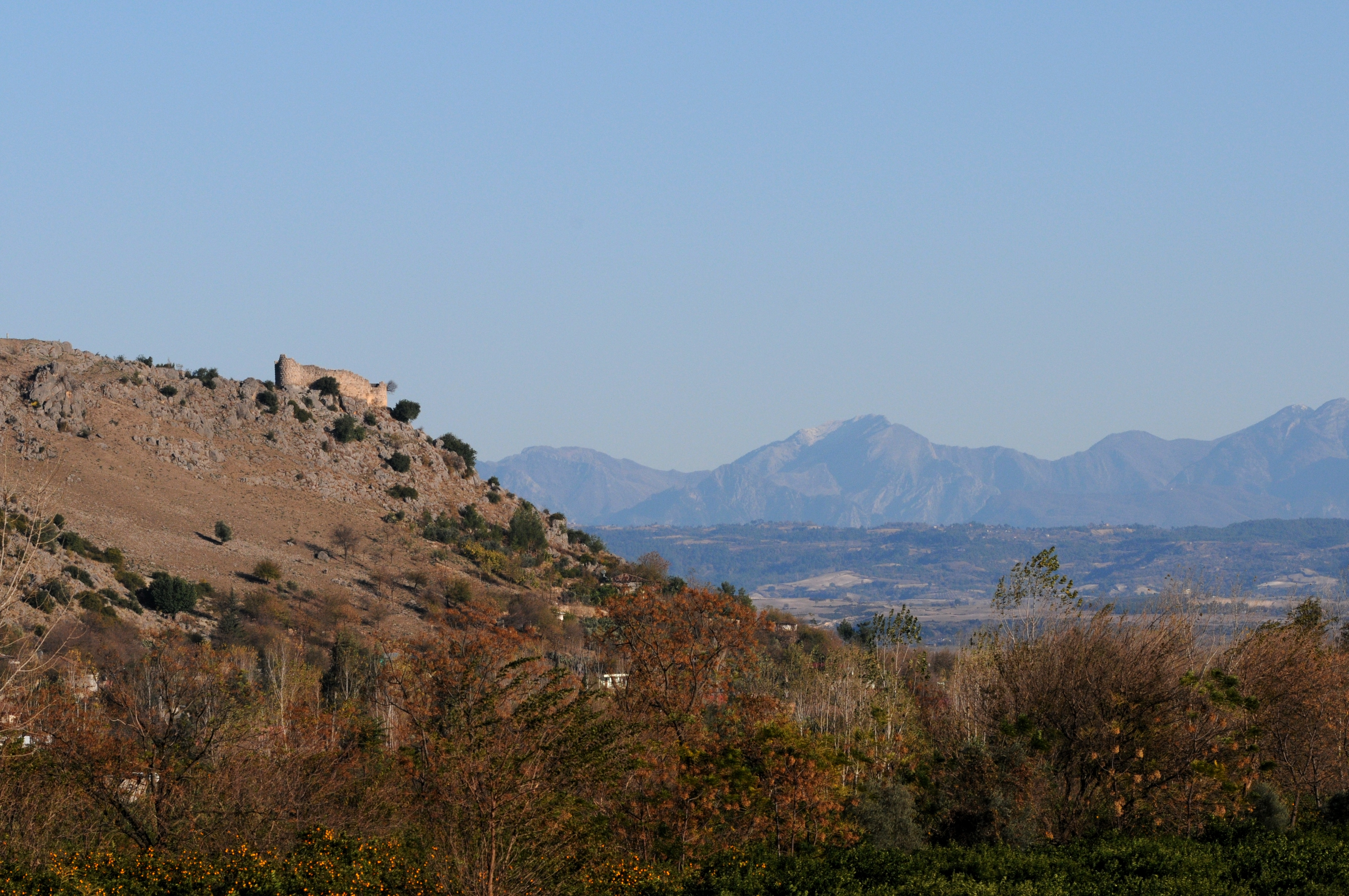
Burgruine Bucak
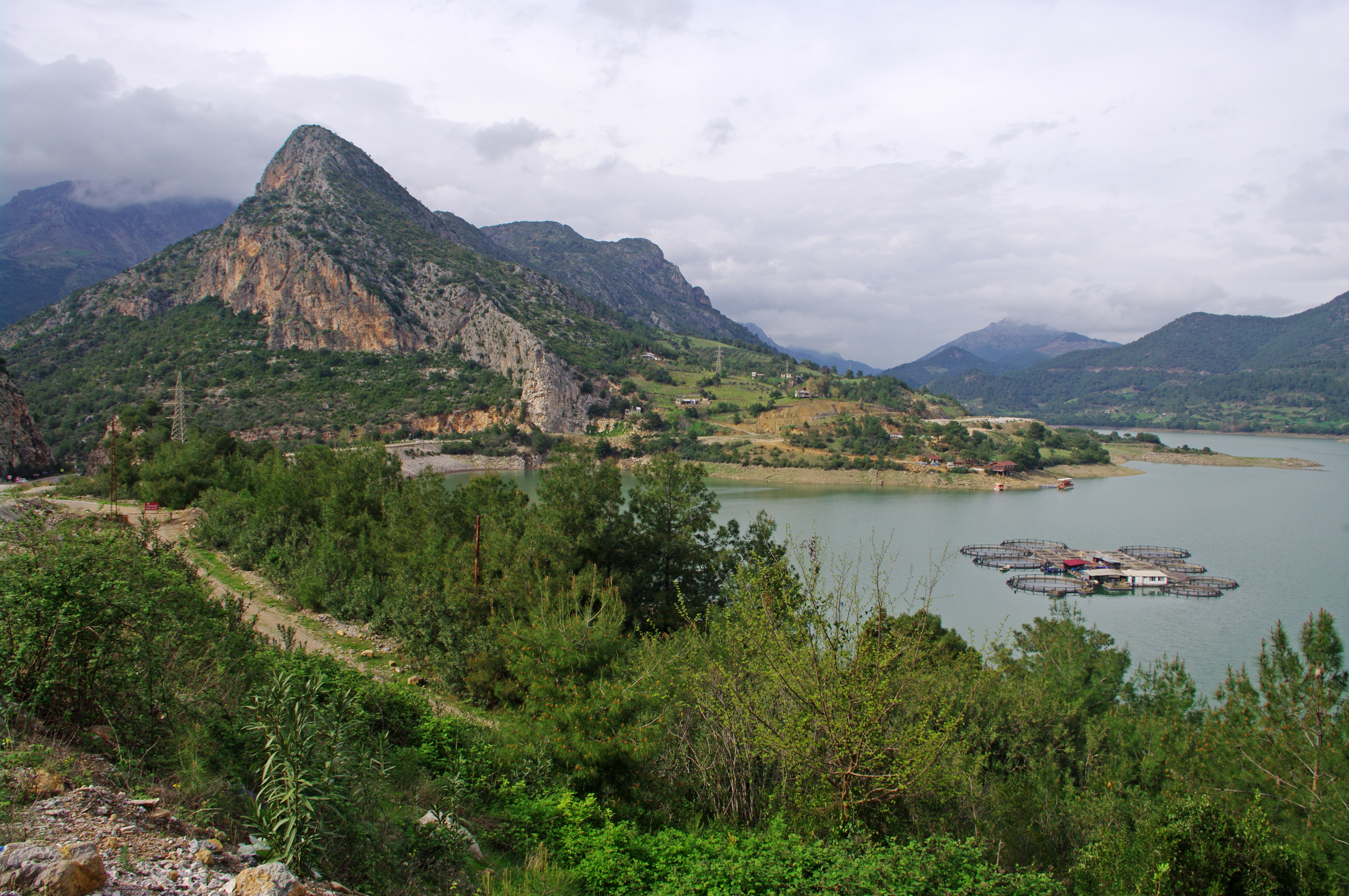
Kozan-Talsperre bei Durmuşlu

## Bildergalerie „Sis“

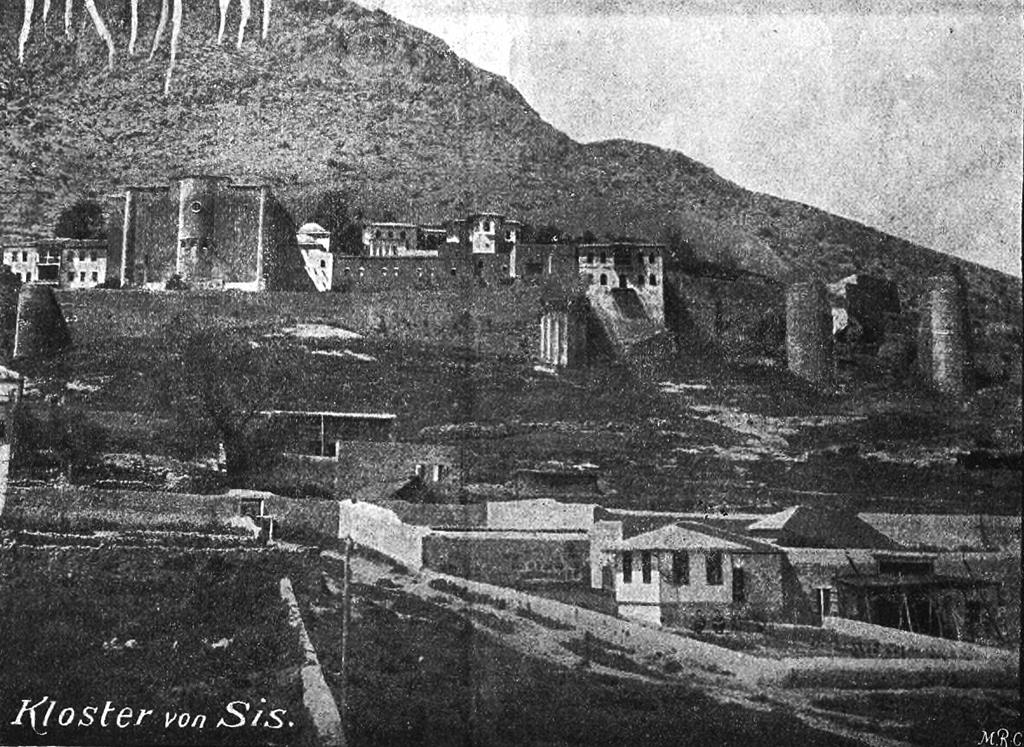
Katholikat in Sis 1900
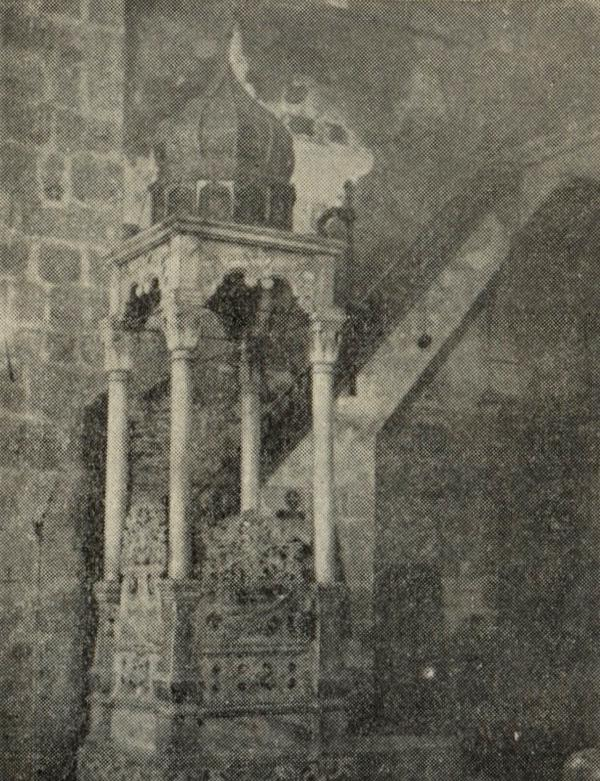
Sitz des Katholikos in der Sophien-Kathedrale
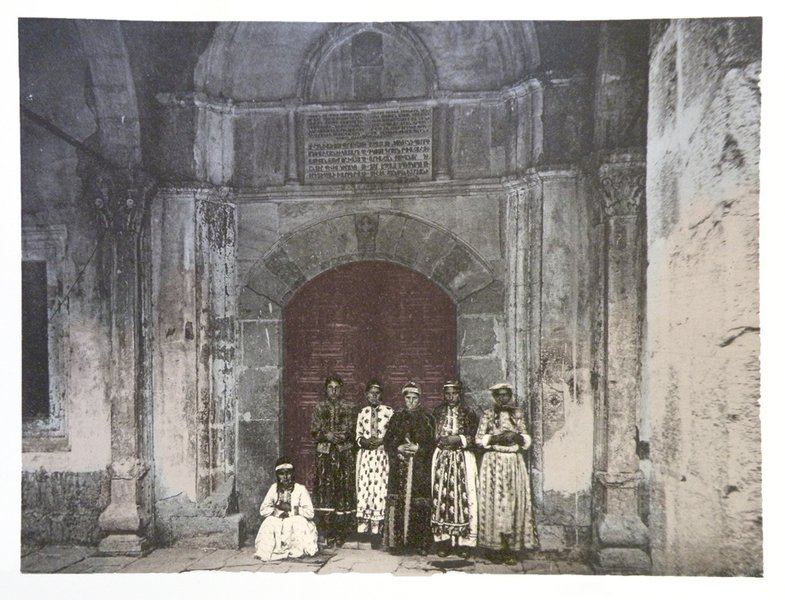
Eingang der Kathedrale St. Sophia
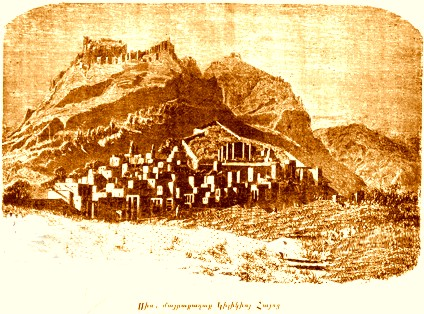
Alte Ansicht von Sis
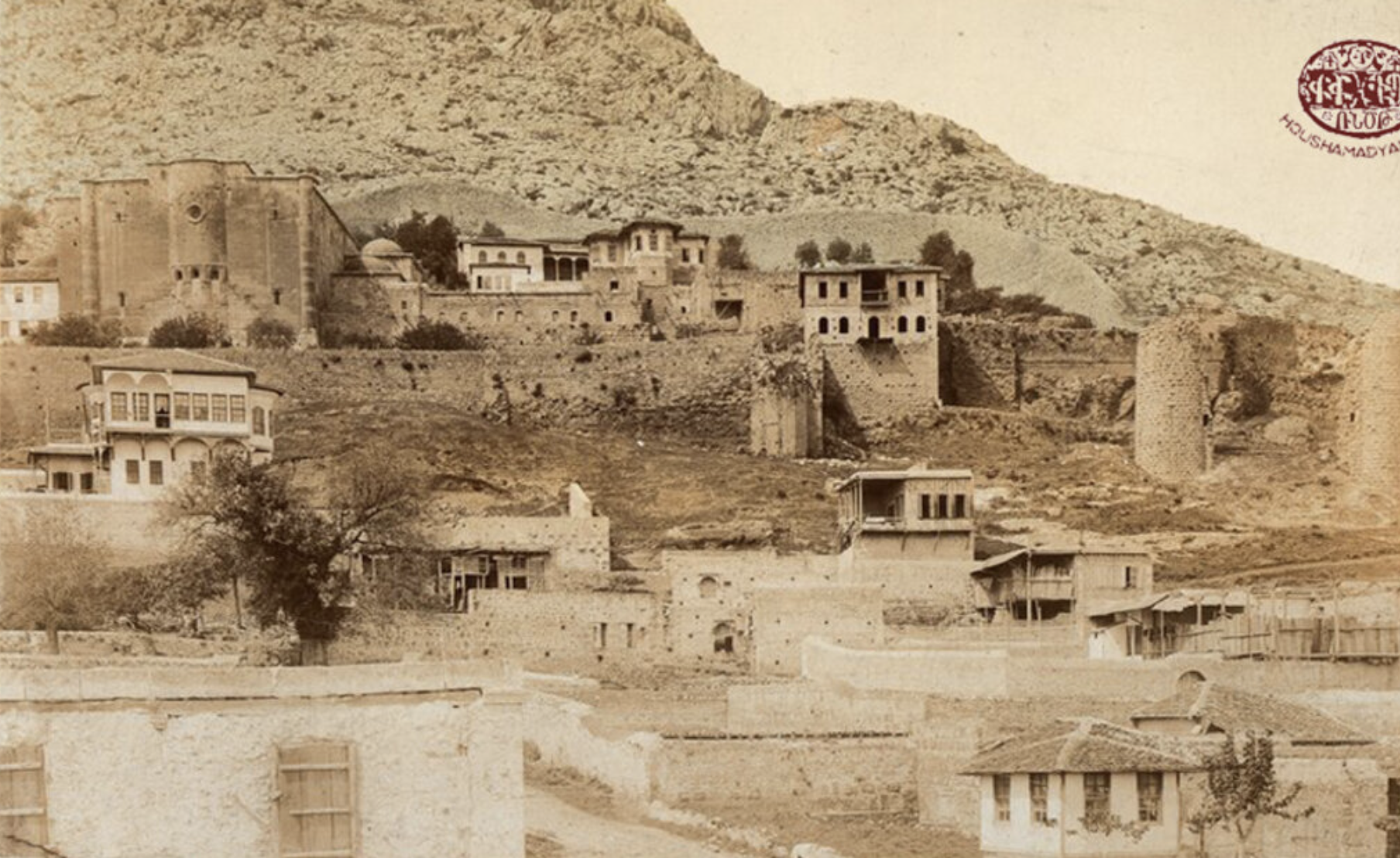
Armenisches Kloster und Sitz des kilikischen Katholikats in Sis, ca. 1919/20;
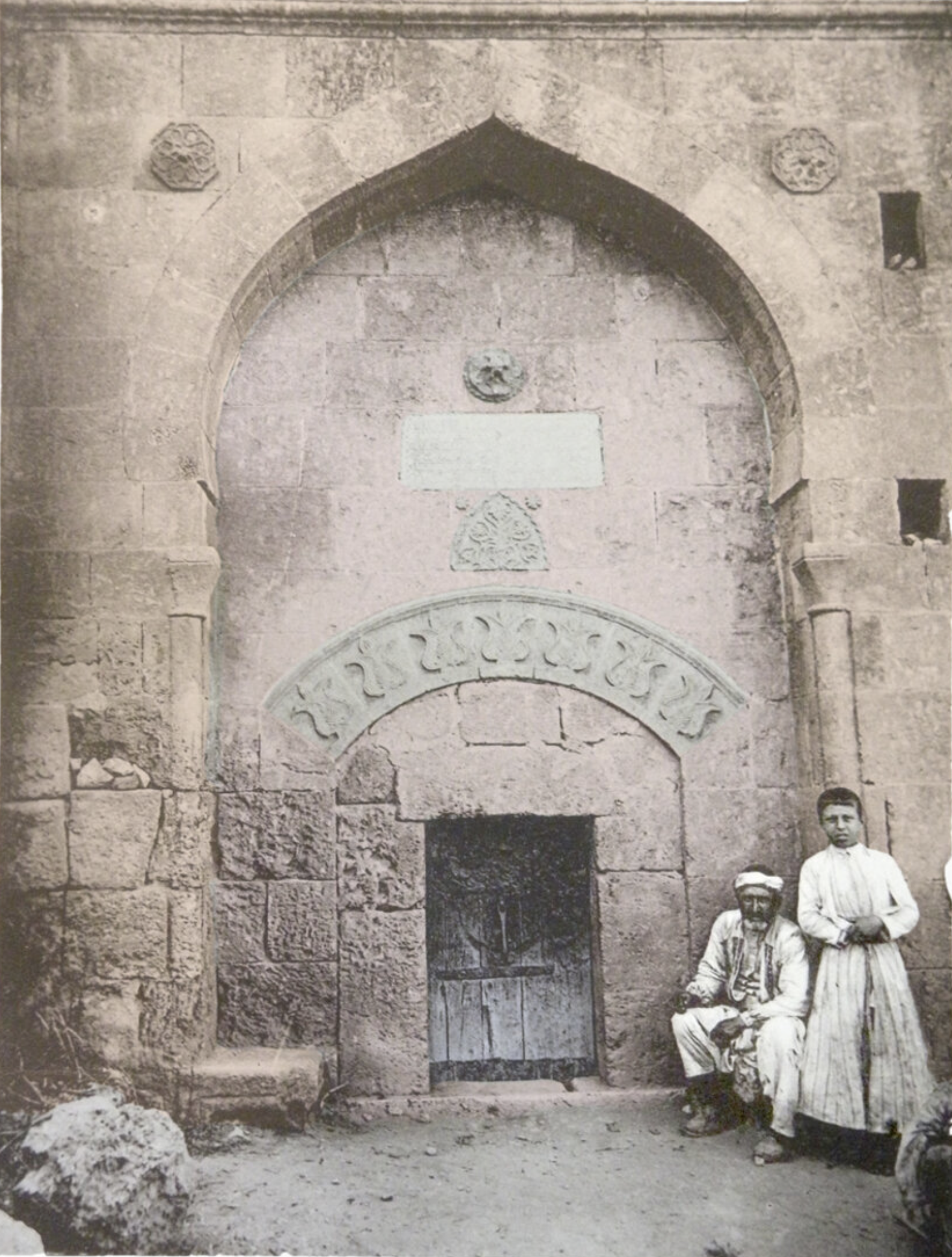
Sis, einer der Eingänge der ehemaligen Sophienkathedrale, 1897;
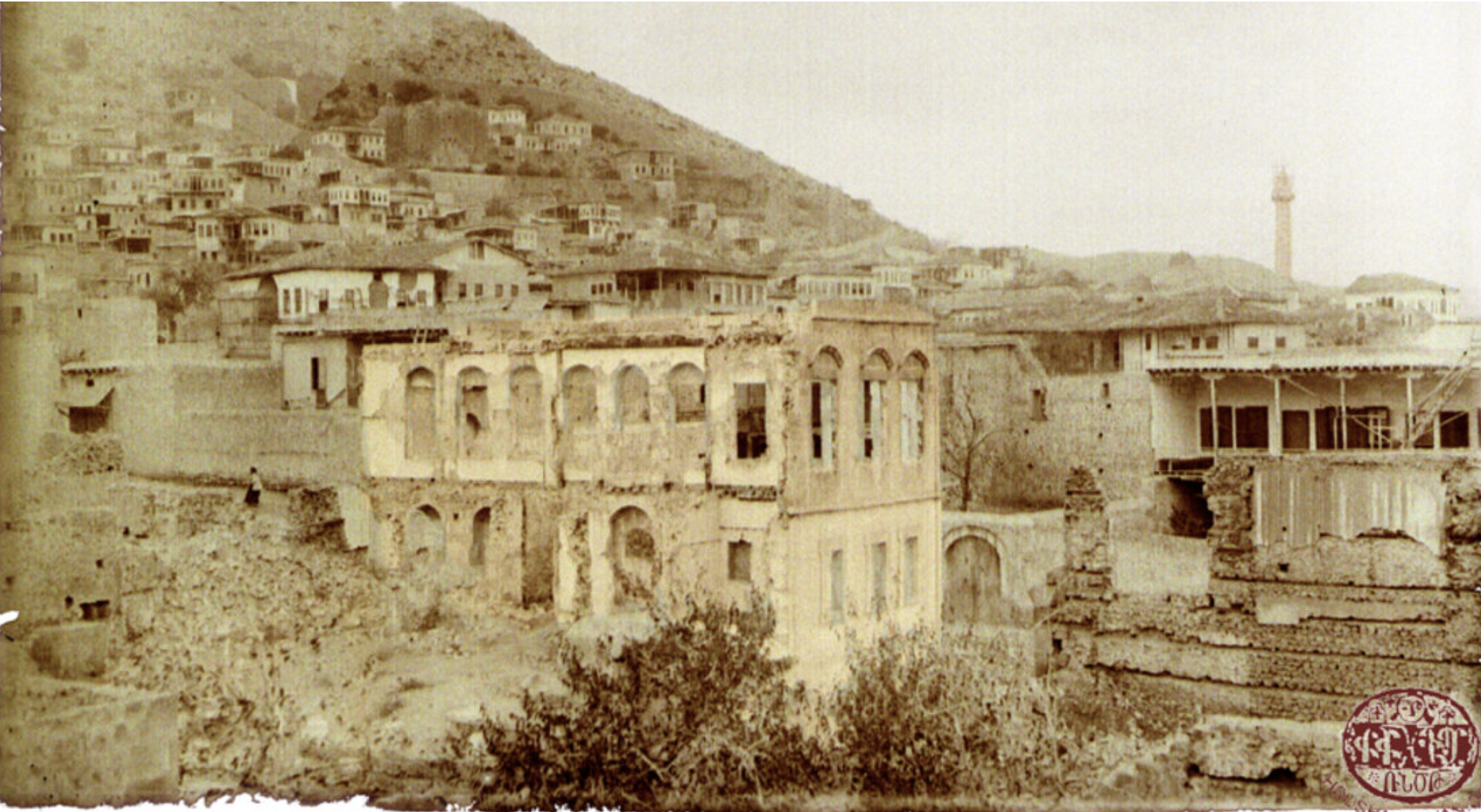
Sis, armenische Innenstadt; ca. 1919 oder 1920
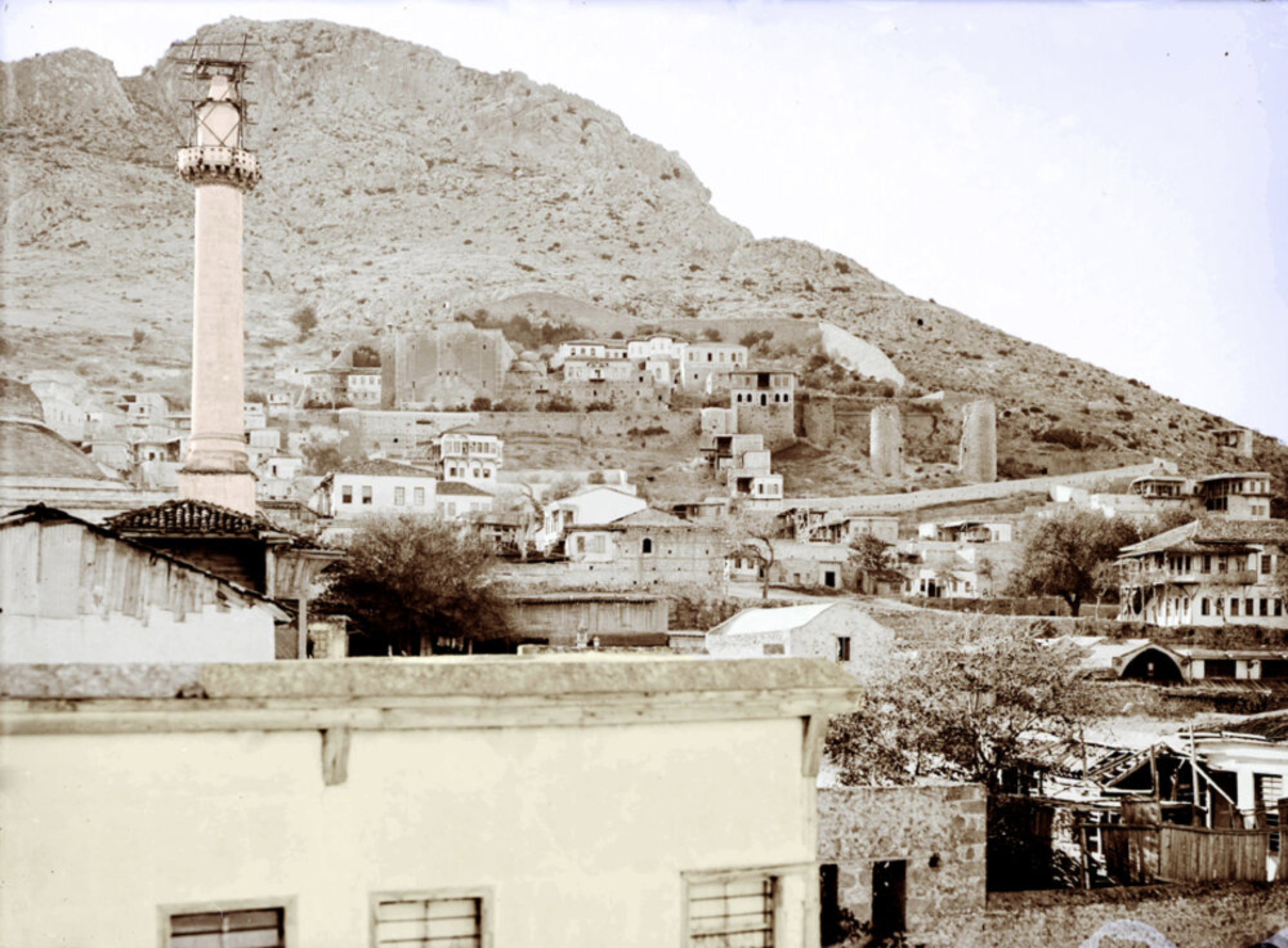
Sis, Kloster und alte Moschee um 1919/20